# Château de Chaumont-en-Vexin
Le château de Chaumont-en-Vexin est un ancien château fort, dont il ne subsiste de nos jours que quelques vestiges, qui se dressait sur l'actuelle commune française de Chaumont-en-Vexin dans le département de l'Oise, en région Hauts-de-France.

## Localisation
Le château était situé sur une vaste butte isolée, dominant d'environ 60 m la dépression formée par la Troesne, sur la commune de Chaumont-en-Vexin, dans le département français de l'Oise.

## Historique
La butte centrale du village était originairement plus petite mais elle a été rehaussée par les premiers constructeurs d'une motte castrale au début du Moyen Âge[réf. nécessaire].
Chaumont était la capitale du comté qui porta son nom, et qui existait déjà sous le règne de Philippe Ier. Ce comté comprenait une étendue de pays évaluée à environ quatre-vingt lieues carrées : les premiers comtes étaient bénéficiaient de charges importantes à la cour.
Le château fut l'un des plus puissants des premiers rois capétiens, succédant aux comtes de Vexin, base de leurs opérations contre la Normandie proche et liée aux rois d'Angleterre.
Le château isolait ses occupants du plateau voisin tout en leur permettant de surveiller une vaste étendue de pays, notamment au nord et à l'ouest d'où pouvait venir le danger principal.
Chaumont, placé à la limite du duché de Normandie, a joué un rôle important dans les guerres que les normands et les rois d'Angleterre mènent contre la France jusques vers 1260.
La place est située sur un mamelon au nord du village, faisant face au coteau où se trouve Gisors et son impressionnant château fort.
Le site est isolé et naturellement facile à défendre, donc il a été équipé d'un château par les rois de France afin de défendre la frontière et faire face aux châteaux Normands, principalement celui de Gisors.
En 1098, la place fut assiégée par Guillaume le Roux, roi d'Angleterre, qui fut vigoureusement repoussé par les habitants, sous le commandement de M. de Chaumont, connétable de France ; puis, un peu plus tard, par Henri Ier.
En 1140, la ville fut entièrement brûlée, et le fort demeura aux Anglais, car en 1159, Louis le Jeune étant presque bloqué dans Paris par l'armée anglaise, fit un mouvement par la Picardie pour se dégager, et attaqua Chaumont ; mais Henri II d'Angleterre, accourut immédiatement, et remporta la place d'assaut.
Elle fut rendue à la France par un traité de 1565[Quoi ?].
Le roi de France ayant inopinément recommencé les hostilités deux ans après, en attaquant quelques villages de Normandie, l'armée anglaise entra aussitôt dans le Vexin français où elle commit des dégâts affreux.
Chaumont fut à nouveau brûlé, ainsi que tous les villages d'alentour. Au milieu de ces désastres, le château resta debout, et le roi y vint même pour recevoir sa fille Marguerite qui allait épousé le fils d'Henri II, Henri le Jeune.
En 1260, le duché de Normandie ayant été définitivement réuni à la couronne de France, sous le règne de Saint Louis, le château de Chaumont devint inutile, ainsi que tous ceux qui défendaient cette ancienne frontière.
Dégradé, comme eux par le temps, il tomba en ruines, La place fut abandonnée lorsque le Vexin ne fut plus une marche frontière.

## Description
Louis Graves indiquait que « Le château était bâti sur un plan elliptique, et composé de dix tours séparées par des intervalles égaux ; il renfermait dans son enceinte le prieuré de Saint-Pierre, et le donjon nommé Tour-au-bègue ».
Le château occupe une vaste butte d'environ 400 m de diamètre. Il ne subsiste de l'enceinte maçonnée qui encerclait le sommet que quelques vestiges. Sur le versant est, un étagement en terrasse pourrait correspondre à une basse-cour à usage utilitaire dominée par l'enclos résidentiel.